# Opération Montecristo
Opération Montecristo est le seizième album de la saga de bande-dessinée XIII de William Vance et Jean Van Hamme.

## Résumé
La Présidente du Costa Verde, Maria de Los Santos, promet à Franck Giordano de lui livrer XIII, le Major Jones, le Colonel Amos, le Général Ben Carrington et Felicity Brown. Mais durant le transfert, les 5 renégats sont libérés par les services secrets de Los Santos. Ils rejoignent alors le Marquis du Préseau, Betty et Sean Mullway. Ce dernier a enfin découvert l’emplacement de la dernière montre d'argent. Liam McLane s’était en effet rendu au village de Montecristo juste avant qu’il ne soit recouvert par les eaux à la suite de la construction d’un barrage. Mullway révèle également que sa confession utilisée lors du procès secret de XIII a été obtenue sous la contrainte. En vérité, il ignore si XIII est son fils ou s’il est Seamus O’Neil alias Kelly Brian.
Alors que XIII et Jones s’apprêtent à récupérer la 3e montre dans la tombe sous-marine de Liam McLane, Giordano, averti par Felicity (qui s’est échappée), demande à Spencer, son homme de main, de faire sauter le barrage pour tuer XIII et ses amis et déstabiliser le régime de Los Santos. Mais Spencer commet l’erreur de tenter de tuer Felicity. Elle prévient Carrington et Amos. Tandis que XIII et Jones parviennent à récupérer la montre, les deux vétérans parviennent à empêcher Spencer de faire sauter le barrage mais Amos est malheureusement abattu par l’agent de la NSA.
Grâce à cet incident qui implique les États-Unis, Los Santos peut laisser partir XIII et ses amis sans crainte de représailles américaines. À bord du jet du marquis et avec Felicity comme prisonnière, ils partent pour le Mexique pour récupérer le trésor.